# Denver Broncos 2013
La stagione 2013 dei Denver Broncos è stata la 44ª della franchigia nella National Football League, la 54ª complessiva e la terza con John Fox come capo-allenatore.
Nel corso della stagione regolare furono stabili numerosi record di franchigia e assoluti, inclusi quelli di Peyton Manning che stabilì i nuovi primati NFL per touchdown e yard passate in una stagione, oltre che i record NFL di squadra per touchdown e punti segnati in una singola stagione. Durante il turno di pausa a metà stagione, John Fox ebbe un problema cardiaco che gli fece perdere quattro partite. Il coordinatore difensivo Jack Del Rio fu il capo-allenatore ad interim durante la sua assenza.
I Broncos vinsero il loro terzo titolo consecutivo della AFC West, guadagnando il vantaggio del fattore campo per tutti i playoff per il secondo anno consecutivo. La squadra batté i San Diego Chargers 24–17 nel Divisional round e i New England Patriots 26–16 nella finale della AFC, affrontando i Seattle Seahawks nel Super Bowl XLVIII, la loro prima apparizione al Super Bowl dai due titoli consecutivi vinti nel 1997 e 1998. Tuttavia, Denver non riuscì a recuperare uno svantaggio di 22–0 alla fine del primo tempo e la difesa dei Seahawks, classificata quell'anno al primo posto della lega, tenne l'attacco dei Broncos al minimo stagionale di punti segnati, con la gara che si chiuse sul 43–8.

## Scelte nel Draft 2013

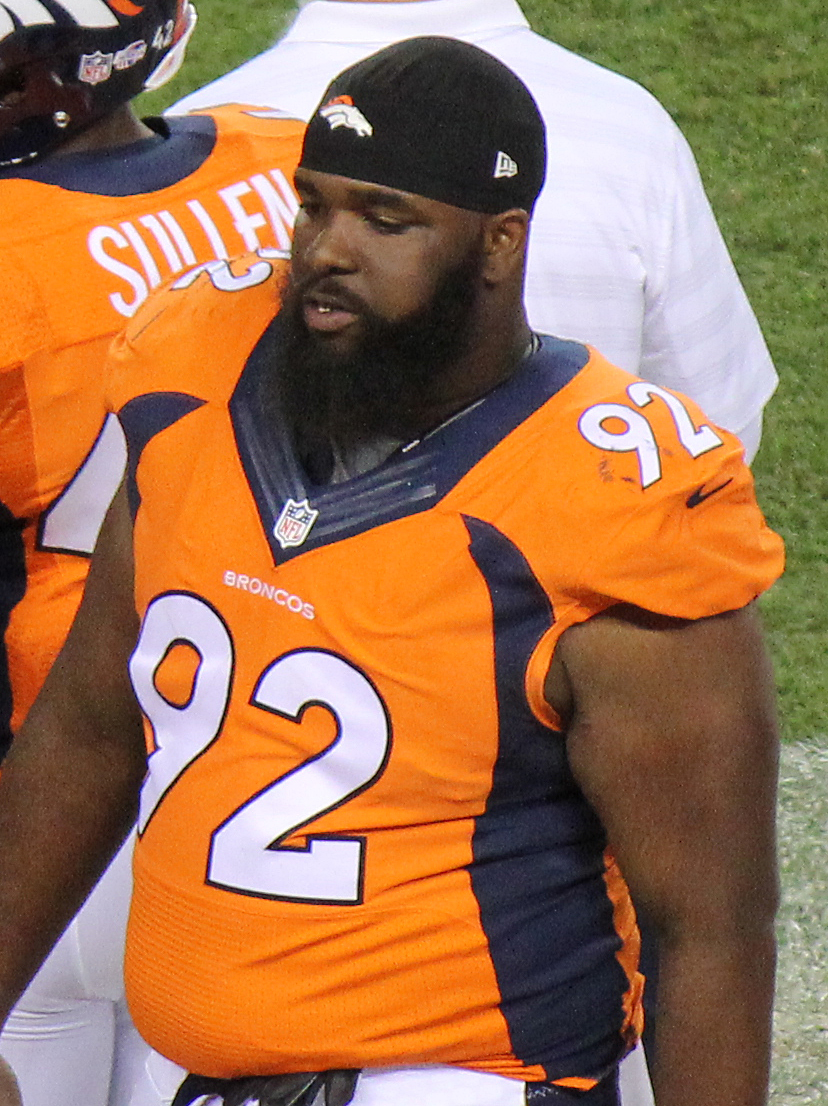
Sylvester Williams fu la scelta del primo giro dei Broncos nel Draft 2013

| Giro | Scelta  | Giocatore          | Ruolo   | College          |
| ---- | ------- | ------------------ | ------- | ---------------- |
| 1    | 28      | Sylvester Williams | DT      | North Carolina   |
| 2    | 58      | Montee Ball        | RB      | Wisconsin        |
| 3    | 90      | Kayvon Webster     | CB      | South Florida    |
| 4    | Nessuna | Nessuna            | Nessuna | Nessuna          |
| 5    | 146     | Quanterus Smith    | DE      | Western Kentucky |
| 5    | 161     | Tavarres King      | WR      | Georgia          |
| 6    | 173     | Vinston Painter    | OT      | Virginia Tech    |
| 7    | 234     | Zac Dysert         | QB      | Miami (Ohio)     |

## Staff
| Staff dei Denver Broncos nel 2013 |
| --- |
| Organi dirigenziali - Proprietario: Pat Bowlen - Assistente del proprietario/CEO: Lisa Williams - Presidente: Joe Ellis - Vice presidente esecutivo: John Elway Capo allenatore - John Fox Altri allenatori - Assistente esecutivo del capo allenatore: Kristi Nichols - Sviluppo della forza e della condizione: Luke Richesson - Assistente della forza e della condizione: Mike Eubanks, Jason George e Anthony Lomando - Qualità e controllo dell'attacco: Brian Callahan e Jim Bob Cooter - Qualità e controllo della difesa: Chris Beake Allenatori dell'attacco - Coordinatore dell'attacco: Adam Gase - Quarterback: Greg Knapp - Running Back: Eric Studesville - Wide Receiver: Tyke Tolbert - Tight End: Clancy Barone - Offensive Line: Dave Magazu Allenatori della difesa - Coordinatore della difesa: Jack Del Rio - Defensive Line: Jay Rodgers - Linebacker: Richard Smith - Secondary: Cory Undlin - Assistente Secondary: Sam Garnes Allenatori dello special team - Coordinatore dello Special Team: Jeff Rodgers - Assistente dello Special Team: Derius Swinton |

## Roster
| Roster dei Denver Broncos nel 2013 |
| --- |
| Quarterback - 2 Zac Dysert - 18 Peyton Manning - 17 Brock Osweiler Running Back - 39 C.J. Anderson - 38 Montee Ball - 21 Ronnie Hillman - 27 Knowshon Moreno Wide Receiver - 17 Andre Caldwell - 87 Eric Decker - 11 Trindon Holliday - 88 Demaryius Thomas - 83 Wes Welker Tight End - 81 Joel Dreessen - 85 Virgil Green - 84 Jacob Tamme - 80 Julius Thomas Offensive Linemen - 68 Zane Beadles G - 75 Chris Clark T - 74 Orlando Franklin T - 77 Winston Justice T - 73 Chris Kuper G - 70 Vinston Painter - 66 Manny Ramirez G - 60 Steve Vallos G - 65 Louis Vasquez G Defensive Linemen - 91 Robert Ayers DE - 98 Sione Fua DT - 70 Malik Jackson DE - 94 Terrance Knighton DT - 56 Jeremy Mincey DE - 96 Mitch Unrein DT - 92 Sylvester Williams DT Linebacker - 56 Nate Irving OLB - 53 Steven Johnson LB - 51 Paris Lenon LB - 54 Brandon Marshall OLB - 90 Shaun Phillips LB - 59 Danny Trevathan LB - 52 Wesley Woodyard MLB Defensive Back - 20 Mike Adams S - 24 Champ Bailey CB - 31 Omar Bolden CB - 30 David Bruton S - 32 Tony Carter CB - 34 Marquice Cole CB - 33 Duke Ihenacho S - 23 Quentin Jammer DB - 29 Michael Huff S - 45 Dominique Rodgers-Cromartie CB - 36 Kayvon Webster CB Special Team - 46 Aaron Brewer LS - 4 Britton Colquitt P - 5 Matt Prater K Lista delle riserve - 55 Stewart Bradley MLB (IR) - 38 Quinton Carter SS (IR) - 78 Ryan Clady T (IR) - -- Mike Farrell T - -- L.J. Fort MLB - -- Eric Hagg SS - 25 Chris Harris CB (IR) - 67 Dan Koppen C (IR) - 47 Lerentee McCray OLB (IR) - -- Ryan Miller G - 58 Von Miller OLB (IR) - 26 Rahim Moore FS (IR-DRF) - -- Jordan Norwood WR - 93 Quanterus Smith DE (IR) - 99 Kevin Vickerson DT (IR) - 95 Derek Wolfe DE (IR) Squadra di allenamento - 43 John Boyett SS - 71 Paul Cornick OT - 72 Hall Davis DE - 63 Ben Garland G - 13 Nathan Palmer WR - 10 Gerell Robinson TE - 79 John Youboty DE 53 attivi, 16 inattivi, 7 nella squadra di allenamento, 0 free agent |
| Legenda - I rookie sono in corsivo. - Il primo ruolo è il principale mentre gli eventuali successivi indicano i ruoli secondari. - (IR) sta per Injured Reserve ed indica la lista ristretta per un solo giocatore infortunato che può tornare ad allenarsi dopo la settimana 6 e a rientrare in prima squadra dopo che questa ha giocato 8 partite. - (NF-Inj.) / (NF-Ill.) stanno rispettivamente per Non-Football Injured e Non-Football Illness ed indicano le liste dove viene inserito un giocatore che ha un infortunio o una malattia non dipendente dal football americano. - (PUP) sta per Physically Unable to Perform ed indica la lista dove viene inserito un giocatore mentre è in attesa di recuperare la condizione fisica. Nella stagione regolare dopo la sesta partita giocata dalla propria squadra, il giocatore ha tempo tre settimane per riprendere ad allenarsi, più tre settimane aggiuntive dal suo rientro agli allenamenti per rientrare in prima squadra. |

## Calendario

### Stagione regolare

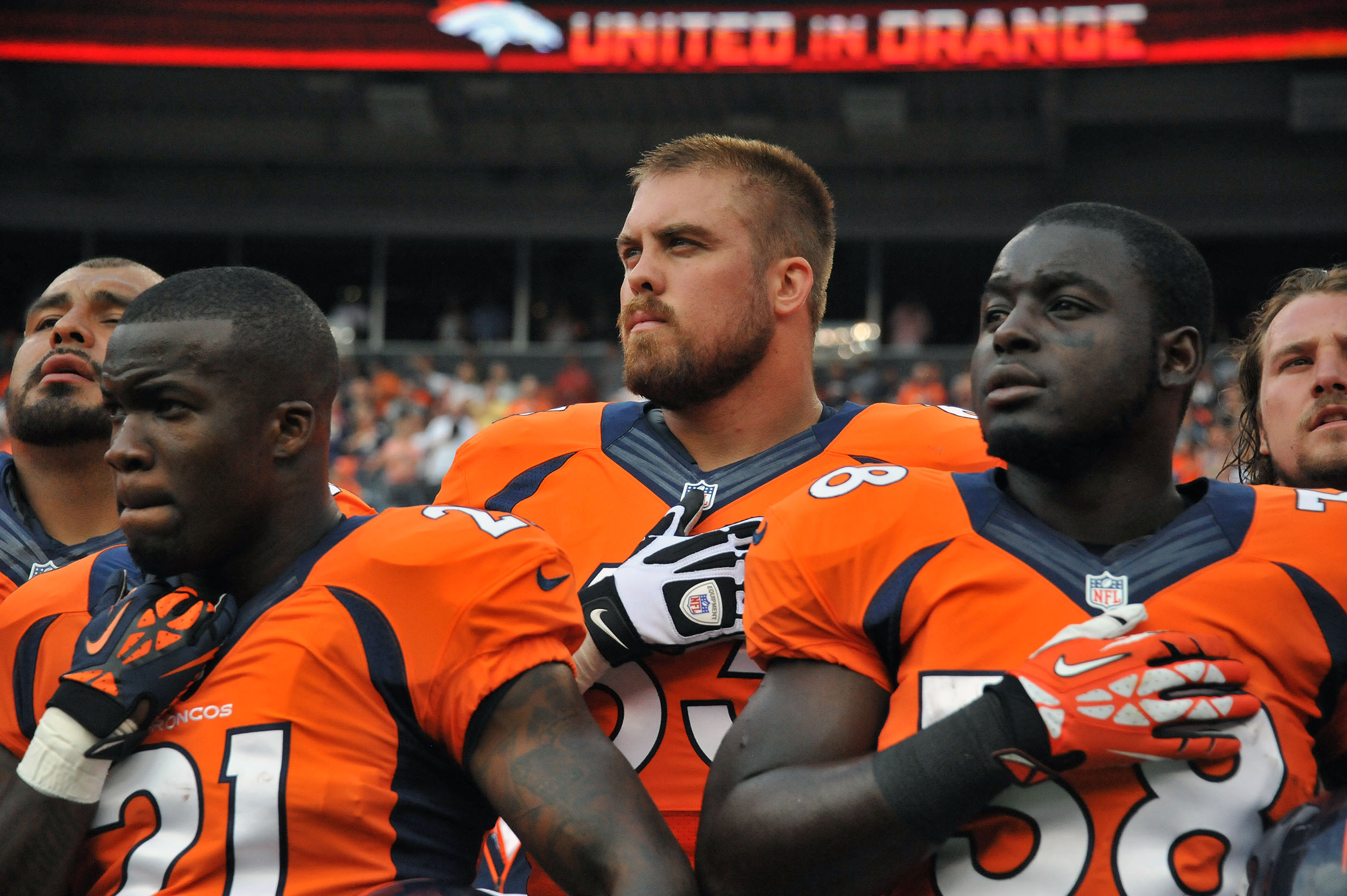
Ronnie Hillman, Ben Garland e Montee Ball prima di una gara di pre-stagione 2013

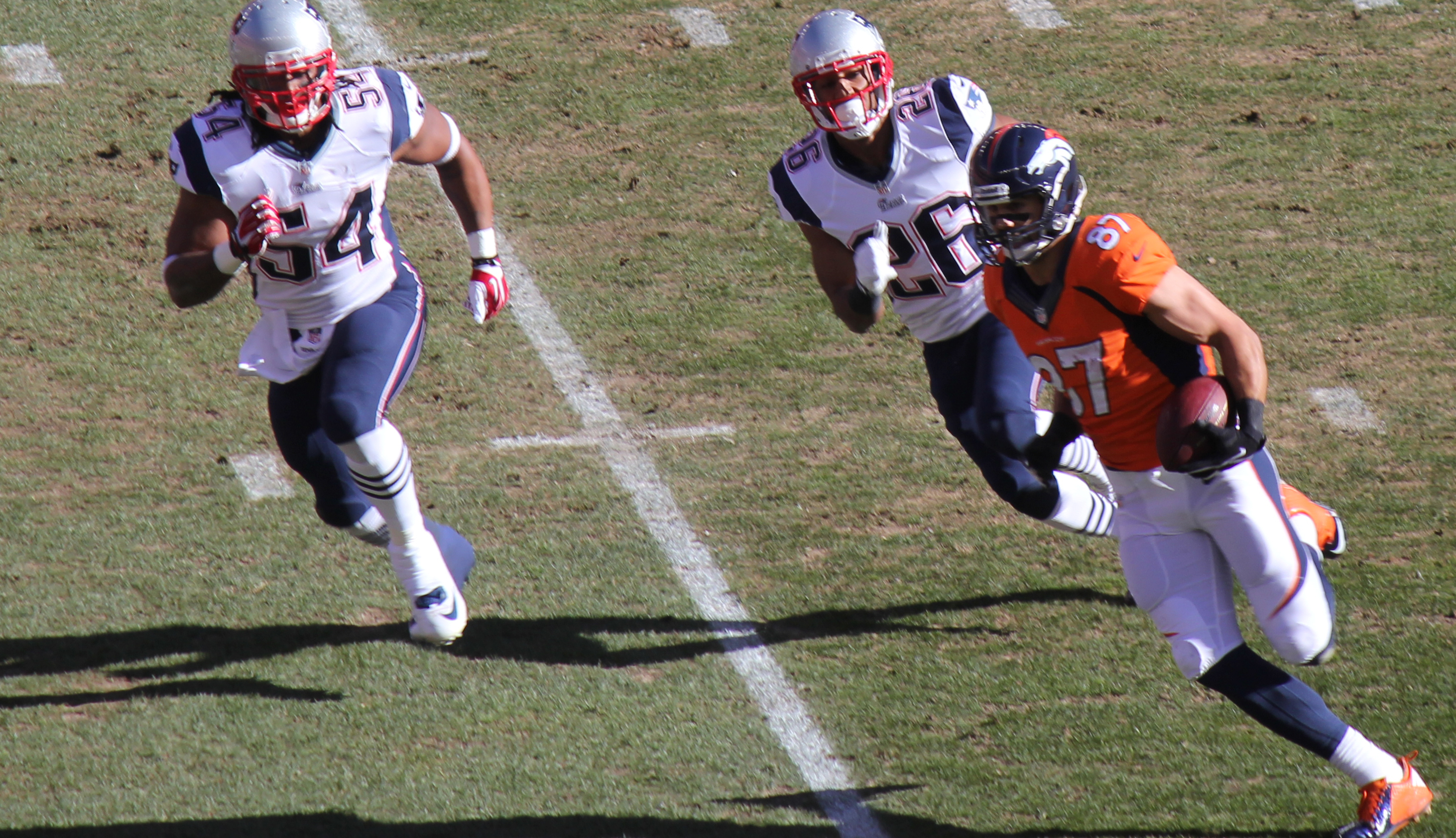
La gara contro i Patriots nei playoff 2013-2014

| Stagione regolare |                    |                         |                    |                    |                                     |                    |
| Turno             | Data               | Avversario              | Risultato          | Record             | Stadio                              | NFL.com recap      |
| 1                 | 5/9                | Baltimore Ravens        | V 49–27            | 1–0                | Sports Authority Field at Mile High | Recap              |
| 2                 | 15/9               | at New York Giants      | V 41–23            | 2–0                | MetLife Stadium                     | Recap              |
| 3                 | 23/9               | Oakland Raiders         | V 37–21            | 3–0                | Sports Authority Field at Mile High | Recap              |
| 4                 | 29/9               | Philadelphia Eagles     | V 52–20            | 4–0                | Sports Authority Field at Mile High | Recap              |
| 5                 | 6/10               | at Dallas Cowboys       | V 51–48            | 5–0                | AT&T Stadium                        | Recap              |
| 6                 | 13/10              | Jacksonville Jaguars    | V 35–19            | 6–0                | Sports Authority Field at Mile High | Recap              |
| 7                 | 20/10              | at Indianapolis Colts   | S 33–39            | 6–1                | Lucas Oil Stadium                   | Recap              |
| 8                 | 27/10              | Washington Redskins     | V 45–21            | 7–1                | Sports Authority Field at Mile High | Recap              |
| 9                 | Settimana di pausa | Settimana di pausa      | Settimana di pausa | Settimana di pausa | Settimana di pausa                  | Settimana di pausa |
| 10                | 10/11              | at San Diego Chargers   | V 28–20            | 8–1                | Qualcomm Stadium                    | Recap              |
| 11                | 17/11              | Kansas City Chiefs      | V 27–17            | 9–1                | Sports Authority Field at Mile High | Recap              |
| 12                | 24/11              | at New England Patriots | S 31–34 (DTS)      | 9–2                | Gillette Stadium                    | Recap              |
| 13                | 1/12               | at Kansas City Chiefs   | V 35–28            | 10–2               | Arrowhead Stadium                   | Recap              |
| 14                | 8/12               | Tennessee Titans        | V 51–28            | 11–2               | Sports Authority Field at Mile High | Recap              |
| 15                | 12/12              | San Diego Chargers      | S 20–27            | 11–3               | Sports Authority Field at Mile High | Recap              |
| 16                | 22/12              | at Houston Texans       | V 37–13            | 12–3               | Reliant Stadium                     | Recap              |
| 17                | 29/12              | at Oakland Raiders      | V 34–14            | 13–3               | O.Co Coliseum                       | Recap              |

Note
- Gli avversari della propria division sono in grassetto.

### Playoff

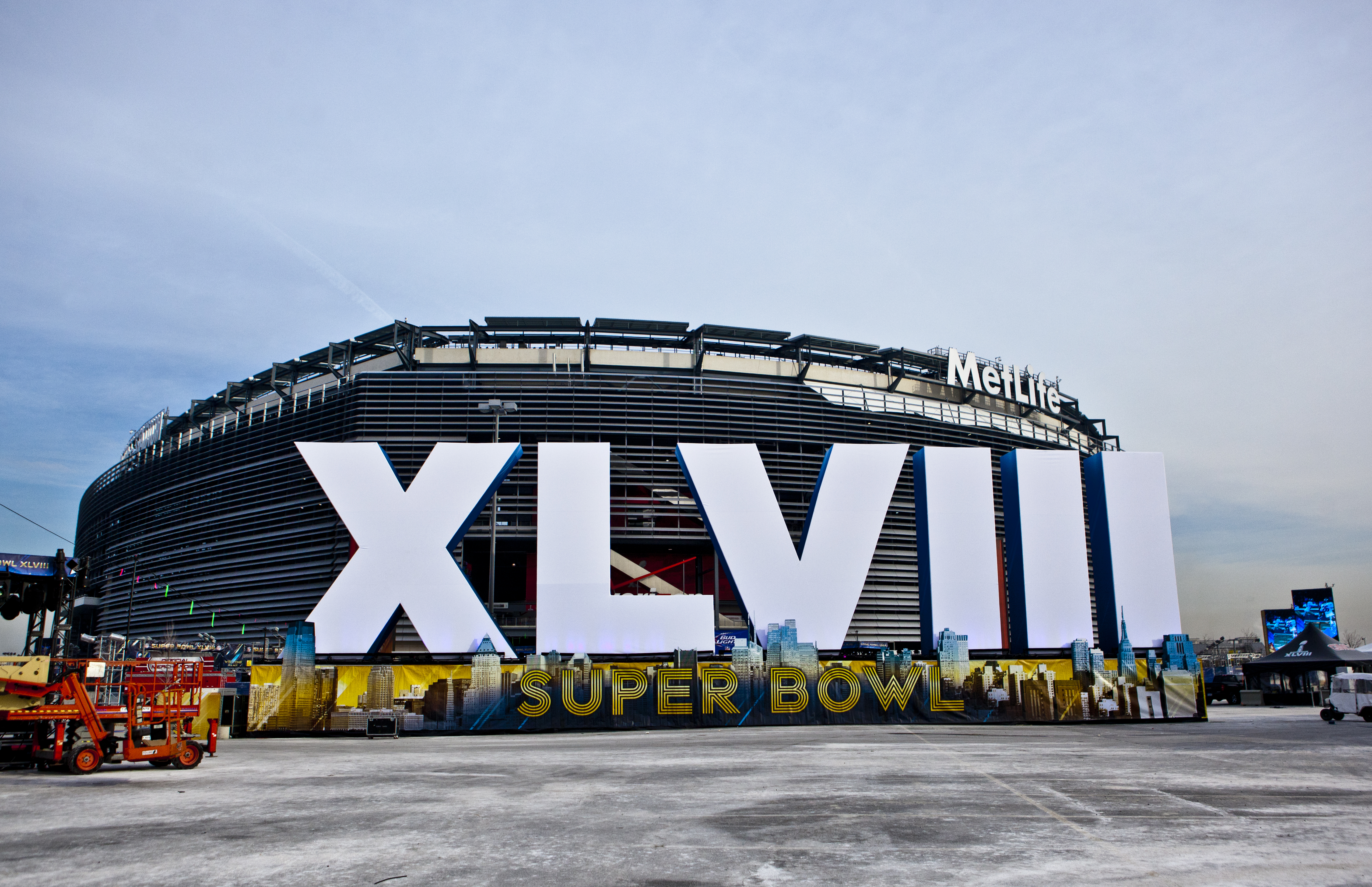
Il MetLife Stadium, sede del Super Bowl XLVIII

| Wild Card         | Qualificati direttamente al secondo turno | Qualificati direttamente al secondo turno | Qualificati direttamente al secondo turno | Qualificati direttamente al secondo turno | Qualificati direttamente al secondo turno | Qualificati direttamente al secondo turno | Qualificati direttamente al secondo turno | Qualificati direttamente al secondo turno |
| Divisional        | 12/1                                      | San Diego Chargers (6)                    | V 24–17                                   | 1–0                                       | Sports Authority Field at Mile High       | Recap                                     |                                           |                                           |
| AFC Championship  | 19/1                                      | New England Patriots (2)                  | V 26–16                                   | 2–0                                       | Sports Authority Field at Mile High       | Recap                                     |                                           |                                           |
| Super Bowl XLVIII | 2/2                                       | vs. Seattle Seahawks (N1)                 | S 8–43                                    | 2–1                                       | MetLife Stadium                           | Recap                                     |                                           |                                           |

## Premi
- Peyton Manning:

MVP della NFL
giocatore offensivo dell'anno